# ليلى العطار
ليلى الحاج علي صادق العطار (1944 - 27 يونيو 1993) فنانة تشكيلية عراقية، عملت مديرة للمتحف الوطني للفن الحديث ومديراً عاماً لدائرة الفنون ومديرة مركز صدام للفنون وقاعة بغداد، وكانت عضو في نقابة وجمعية الفنانين العراقيين، أقامت خمسة معارض شخصية داخل العراق وشاركت في عدة معارض بالخارج من ضمنها معرض بينالي القاهرة عام 1984م، وفازت بجائزة الشراع الذهبي في بينالي الكويت السابع.

## حياتها الخاصة

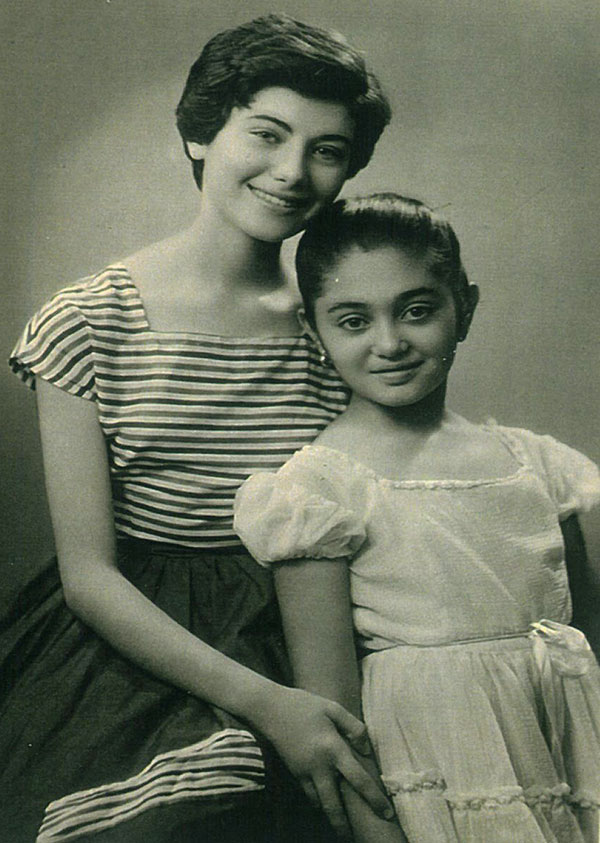
ليلى العطار في طفولتها مع شقيقتها الكبرى سعاد العطار ، بغداد 1950.

ولدت في عام 1944 في بغداد، أحبت الرسم منذ الطفولة. وتخرجت من أكاديمية الفنون الجميلة في بغداد عام 1965 وكانت من أوائل الخريجات. وبعدها أصبحت مديرة مركز الفن الوطني (الآن المتحف العراقي للفن الحديث) وشغلت هذا المنصب حتى وفاتها في عام 1993.

حصدت الكثير من الجوائز وأولها المسابقة العالمية للأطفال التي أقيمت في الهندو كانت تبلغ سبع سنوات من العمر، وفازت بجائزة الشراع الذهبي في بينالي الكويت السابع وقامت عائلتها بتشجعيها في تموز عام (1992) قالت:-

### حياتها الأسرية

الفنانة ليلى العطار وزوجها المحامي عبد الخالق جريدان

تزوجت من المحامي «عبد الخالق جريدان» فسكنت معه في منطقة الكاظمية ورزقا بثلاث من الأبناء هم «حيدر» و«زينب» و«ريم»، انتقلت إلى منطقة المنصور شارع الأميرات بعد قصف منزلها للمرة الأولى عام 1991 حيث كان منزل شقيقتها الفنانة سعاد العطار وزوجها الأستاذ جميل أبو طبيخ الذين يسكنون في بريطانيا وكان منزلها ملاصقاً لمبنى جهاز المخابرات العامة العراقية السابق.

## مسيرتها المهنية
شاركت مع جماعة آدم وحواء عام 1967 وهي بدايتها الاحترافية، وبعد عام قامت بمعرضها الشخصي الأول عام 1968 إلى الخامس في مسيرتها الفنية. شاركت في العديد من المعارض داخل العراق وخارجه مثل بينالي الكويت (1973)، بينالي العرب الأول (بغداد 1974)، بينالي العرب الثاني (1976)، بينالي الكويت (1981)، بينالي القاهرة (1984)، وقد أحرزت العديد من الجوائز التقديرية في الكويت والبحرين ومصر والمعرض الدولي عام 1988 م.
من أبرز أقوالها في 9 يوليو 1989 :- 

## ألقابها

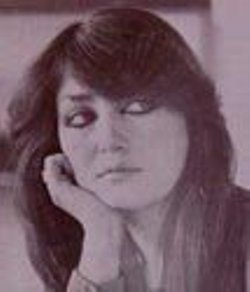
ليلى العطار في سبعينات القرن الماضي

لُقبت ب«سوسنة بغداد الجميلة»، «سيدة الهدوء في الشرق الأوسط» و«أميرة الصمت»، كونها عالجت معاناة المراءة بجراءة وجدارة وجسدتها بلوحات فنية.

## إنجازاتها والمناصب التي تقدمتها
- عملت مديرة للمتحف الوطني للفن الحديث، مديرة مركز صدام للفنون، وقاعة الرواق، وقاعة بغداد.
- عضو في نقابة وجمعية الفنانين العراقيين.
- عملت مديراً عاماً لدائرة الفنون.
- أقامت خمسة معارض شخصية داخل العراق.
- شاركت في عدة معارض داخل وخارج العراق.
- فازت بجائزة الشراع الذهبي في بينالي الكويت السابع. وكذلك شاركت في معرض بينالي القاهرة عام 1984 م

### الرؤية الفنية

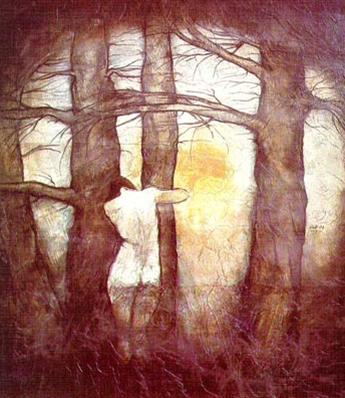
من أعمل الفنانة ليلى العطار

لقد كان فن ليلى العطار يوحي باغتراب، وبحزن عميق، الأمر الذي جعلها تتخذ من الطبيعة موضوعاً للخلاص، لكن الطبيعة لديها كانت جرداء: صحراء تمتد إلى المجهول: وكانت الأشجار جرداء وكان الربيع غادرها إلى الأبد.. بل قد تبدو أعمالها كساحة حرب مهجورة بعد قتال قاس ومرير.. ووسط تلك الخرائب والصمت ثمة جسد يتجه نحو الشمس في غروبها، جسد يتلاشى أو يستسلم للكون، إنها تذكرنا برومانسية معاصرة للشقاء الذي تعاني منه النفس في عزلتها الاجتماعية والنفسية والفلسفية، تلك الوحدة التي تدفع بالمتفرد إلى عزلة بلا حدود. لكنها في الواقع هي الوحدة، هي الاندماج بالكل، والتخلي – كما يفعل المتصوفة والزهاد – عن المتاع الزائد لبلوغ درجة اللا حاجة، أو المثال الذي يراود الملائكة والشعراء والعشاق العذريين. إنها في هذا المسار تذكرنا بموتها. هذا العناق مع الأشجار الجرداء، مع الأرض المحترقة ومع الهواء الأسود.

## وفاتها
توفيت في 27 يونيو 1993م متأثرة هي وزوجها بسقوط صاروخ نتيجة غارات طائرات أمريكية، حينما قامت القوات الأمريكية بأمر من الرئيس الأميركي وقتها بيل كلينتون بارسال 26 صاروخ لضرب المواقع الحساسة في بغداد ليلة 27 يونيو 1993، كرد على محاولة اغتيال الرئيس الأسبق بوش عند زيارتهِ للكويت، وكان من ضمن المباني المستهدفة مبني مركز المخابرات العامة الواقع في حي المنصور السكني، حدث على اثر الضربة استشهاد 9 عراقيين من ضمنهم الرسامة التشكيلية ليلى العطار وزوجها عبد الخالق جريدان ومربية منزلهم خديجة وأصيبت ابنة ليلى «ريم» بالعمى أثر ضرب منزلهم القائم في منطقة المنصور والمجاور للمبني.
وشيعت بجنازة رسمية حكومية، وروج الاعلام الحكومي ان سبب قصف منزلها هو قيامها برسم صورة الرئيس الأمريكي الأسبق جورج بوش الأب على مدخل أرضية فندق الرشيد في بغداد مما أثار سخط وحفيظة الإدارة الأمريكية.
ولكن تبين لاحقاً انها مجرد إشاعات، حيث أن من رسم صورة بوش على أرض فندق الرشيد وكان صاحب الفكرة ورسام اللوحة هو فنان آخر من محافظة ديالى كان قد ظهر عدة مرات ببرامج التلفاز وشرح الموضوع، ولكن لأنها مشهورة ومعروفة فقد أستغل أسمها إعلاميا للدلالة على الإجرام الأميركي.

## ليلى العطار في المسرحيات
في عام 2004 أعتمدت مسرحية «تسعة أجزاء من الرغبة» شخصية ليلى العطار كشخصية رئيسية. حيث ذكرت الكاتبة هيذر رافو، أنها شاهدت لوحة لليلى العطار في معرض فني وكانت مهتمة بها. وهذا ما دفعها إلى كتابة المسرحية مع وجود شخصية ليلى، إلا أن الشخصية الخيالية لا تصور أي علاقة بـ «ليلى العطار» الحقيقية.